# 严凤英
严凤英（1930年4月13日—1968年4月8日），女，乳名鸿六儿，曾用名黛峰，艺名凤英。安徽桐城人，中国黄梅戏表演艺术家。“文化大革命”中被迫害致死。

## 生平

### 童年
1930年，严凤英出生于安庆，奶奶为其取名“鸿六”。出生不久父母经营客栈破产，後父亲严司明和母亲离异，四五岁时回到祖父母居住的罗家玲。与姑、姐们挖野菜、放牛的同时，她学唱了流传于当地的不少民歌。不久，抗日战争爆发，其父严司明也回到家乡，教授其唱京剧。十来岁时，同族中曾参加戏班的严云高将黄梅戏带回罗家岭，严凤英始而偷偷学戏，继而拜严雲高为师，并学会了《送香茶》、《春香闹学》等传统戏中的单折:272。

### 成名
1945年春天，严凤英在桐城练潭张家祠堂第一次登台演出《二龙山》，扮演女债主畬素贞的丫鬟。此为其黄梅戏的起点。因为登了台做了“伤风害俗”的事而触犯族规，当时族长要开祠堂门以“沉塘”来惩处。严凤英离开家乡转演于宿松、望江、石台县等地。从艺于著名花旦丁永泉，最终唱进了当时的安徽省会安庆，严凤英唱红于群乐、草屋剧场，每晚连赶三场才能满足观众的要求。1946年严凤英在安庆出演《小辞店》中的柳凤英走红，并因而改名严凤英。后因盛名而遇祸，避难南京，脱离黄梅戏舞台。在南京期间，严凤英改名严黛峰，曾在南京夫子庙的高级舞厅中做舞女，演唱流行歌曲。1947年学唱京剧，后来又拜白云生为师学唱昆曲。
1949年，安徽省为了发展黄梅戏，邀请严凤英回到安庆。1951年严凤英重回黄梅戏舞台，在1952年上海举行的第一次华东戏曲会演，严凤英以黄梅戏传统小戏《打猪草》和折子戏《路遇》（《天仙配》）闻名沪上，获得广泛赞誉，时年22岁。除演出传统剧目外，她还配合土改、反霸、抗美援朝等演出过《江汉渔歌》、《两朵大红花》、《木兰从军》等剧目。为了宣传新婚姻法，安徽省排演了黄梅戏电影《天仙配》（1954年），严在剧中饰演七仙女。先后有一亿多人观看了这个影片，创造了当时戏曲影片上座的最高纪录，严也因此扬名全国。后又排演了黄梅戏电影《女驸马》（1958年）、《牛郎织女》（1963年）等，均获得很高赞誉。
从1953年到1965年，严凤英先后主演了近50个大小剧目，其演艺水平也不断提高，既形成了独自的风格特色，又代表着当时黄梅戏表演艺术的最高水平，并对该剧种风格的形成产生了重要影响。她所塑造的陶金花、七仙女、冯素珍、江姐等人物栩栩如生、令人难忘:273。

### 蒙難及身后
文革初期，严凤英被以“三名三高”（名作家、名导演、名演员，高工资、高稿酬、高奖金）、“黑线人物”（资产阶级、修正主义路线）、“封资修代表”（封建主义、资本主义、修正主义）的罪名迫害，被指为封资修的“美女蛇”，愤而吞安眠药自杀，时年38岁。
严凤英死后，其遗体被军代表以寻找“特务发报机”为由，割开喉管，挖出内脏：“严凤英死后不到一个小时，剧团的领导就赶来了，任务只有一条：严凤英之死有不少疑问，有人检举她是国民党特务，是奉了上级命令自杀而死的，所以要剖开她的肚皮挖出她的内脏，检查她肚子里的特务工具！医生也不同意开，他们只会按医疗的方法开，而这是公安部门刑侦的技术，他们没学过，不会开。而领导讲，现在不是治疗的问题！”“他们开刀时，红梅剧团派了四个人在严凤英身边监视，『屁派』一个男造反派头头，『积派』一个女造反派头头各站两边，上方站的是『革命干部』，下方站的是那个军代表刘万泉。医生用手术用的小斧头从咽下砍起，向下一根肋骨一根肋骨地砍，然后把内脏拉出来，剖开，找他们听到检举的所谓『发报机』、『照相机』……等『特务工具』——当然一无所获！只查到一百多粒安眠药片！当劈到耻骨时，膀胱的尿喷了出来，那个军代表悻悻地说：『严凤英，我没看过你的戏，也没看过你的电影，今天我看到你的原形了！』”文革结束后，负责拨乱反正的专案组专程调查军代表，问其为何迫害严凤英时，得到的回应是：“‘文革’就是要打倒‘三名三高’、‘反动学术权威’，这又不是我发明的。在安徽，不打严凤英打谁呀！”
1978年8月21日，重建的安徽省文化局为严凤英召开了追悼大会，平反昭雪，恢复名誉。

## 家庭
1950年代初，严凤英生下第一个儿子王小亚。1953年与王小亚的父亲王兆乾分手。1954年，和甘律之结婚，1956年离婚。1956年下半年，排演《王金凤》时，与导演王冠亚相识并结婚，两人育有一子王小英。王冠亚著有《严凤英传》，和根据此传记改编的电视剧《严凤英》。